# Aspidispa
Aspidispa là một chi bọ cánh cứng trong họ Chrysomelidae.
Chi này được Baly miêu tả khoa học năm 1869.

## Các loài
Các loài trong chi này gồm:
- Aspidispa albertisii Gestro, 1890
- Aspidispa bicolor Gressitt, 1963
- Aspidispa expansa Gressitt, 1957
- Aspidispa flagellariae Gressitt, 1963
- Aspidispa horvathi Gestro, 1897
- Aspidispa ifara Gressitt, 1963
- Aspidispa korthalsiae Gressitt, 1963
- Aspidispa lata Gressitt, 1963
- Aspidispa maai Gressitt, 1963
- Aspidispa meijerei (Weise, 1908)
- Aspidispa nigritarsis Gestro, 1890
- Aspidispa palmella Gressitt, 1960
- Aspidispa rattani Gressitt, 1963
- Aspidispa rotanica Gressitt, 1963
- Aspidispa sedlaceki Gressitt, 1963
- Aspidispa striata Gressitt, 1963
- Aspidispa tibialis Baly, 1869